# 人権保障法
人権保障法（じんけんほしょうほう）とは、満洲国人民の人権を定めた満州国の成文法。

## 概要
1932年（大同元年）3月9日に大同元年教令第2号として公布された（大同元年教令第1号は組織法の前身となる政府組織法）。
13条から構成されており、うち第13条が施行規定であるため実質的には12条から成っている。単なる教令として制定されており、将来的に憲法が制定されるまでの過渡的なものとして位置づけられ、満州国唯一の人権基本法となっていた。
法律による留保ながら、身体の自由（第1条）、財産権の保障（第2条）、種族・宗教の平等（第3条）、公務就任権（第4条・第5条）、請願権（第6条）、裁判を受ける権利（第7条）、行政官署による権利侵害に対する救済請願権（第8条）、法令による課税・徴発・罰款規定（第9条）、公益に反しない共同組織の経済上利益保護増進規定（第10条）、不当な経済圧迫からの保護規定（第11条）、公費負担各種施設享有権（第12条）が規定されている。なお、前文において「戦時若ハ非常事変ノ際ヲ除ク」と記述されていた。
中華民国臨時約法や大日本帝国憲法とは異なり、居住・移転の自由、住居侵入･捜索に対する保障、言論･出版の自由、集会･結社の自由は明記されなかった（中国及び日本の憲法では法律による留保ながらこれらの自由が明記されていた）。